# O Terrível Homem dos Brinquedos
O Terrível Homem dos Brinquedos é um one-shot publicado em maio de 2008 pela DC Comics, uma empresa ligada ao grupo Time Warner, na 865ª edição da revista Action Comics, protagonizada por Superman. Escrita por Geoff Johns e desenhada por Jesus Merino, a trama retrata um confronto entre o herói e Winslow Schott, o vilão "Homem dos Brinquedos". Schott sequestra o personagem Jimmy Olsen, e no cativeiro revela que na maioria dos confrontos anteriores, Superman estava enfrentado, na verdade, impostores que se apropriaram de sua identidade.
A história faz parte de uma série que Johns produziria entre 2006 e 2009 ao lado de profissionais como Kurt Busiek, Richard Donner e James Robinson, na qual, ao mesmo tempo que davam continuidade à história de Superman, caracterizando-o como alguém que já atuava como super-herói há mais de uma década, incluíam referências inéditas aos primeiros anos de sua vida e também reincorporava-se ao cânone elementos da mitologia do personagem que haviam sido eliminados por outros escritores anteriormente. O Terrível Homem dos Brinquedos se situa após a maior parte das histórias produzidas no período, sucedendo 3-2-1 Action, de Busiek, e Superman e a Legião de Super-Heróis, de Johns, publicadas entre 2007 e 2008, e antecede Brainiac, que seria publicada em Action Comics nos meses seguintes, e A Chegada de Atlas, de Robinson, história publicada na outra revista protagonizada por Superman. Tanto Brainiac quanto A Chegada de Atlas servem como prelúdios para a história "Novo Krypton", publicada a partir de 2008 e cujas tramas se estenderiam até meados de 2010 por todas as revistas relacionadas ao personagem.
A trama elaborada por Johns estabelece alguns dos elementos que seria utilizados em Brainiac, como o retorno da personagem Cat Grant à cidade fictícia de Metrópolis, e, consequentemente, ao elenco de apoio do personagem. O vilão havia sido anteriormente apontado como o responsável pelo assassinato do filho de Grant, e, na história, revela-se como inocente deste crime, mas não de uma série de outros que admite para Olsen. Tanto comercialmente quanto na visâo da crítica, entretanto, a história não teria o mesmo sucesso que sua sucessora, mas, tematicamente, é similar, por apresentar uma revisão na continuidade ficcional até então estabelecida, apontando que a versão apresentada na história seria a válida, e, consequentemente, alterando histórias anteriores - incluindo Up, Up and Away!, do próprio Johns.

## Antecedentes

### A "Era de Ouro" e os super-vilões

O Homem dos Brinquedos surgiu em Action Comics #64.

A publicação de Action Comics #1 marca o início da "Era de Ouro" das histórias em quadrinhos americanas. A "Era de Ouro" compreenderia o material produzido entre o final da década de 1930 e o final da década seguinte, aproximadamente. Alguns dos mais conhecidos super-heróis foram criados nesse período — além de Superman, Batman, Mulher Maravilha, Capitão Marvel e Capitão América. Posteriormente, as revistas tornaram-se um divertimento barato, quase descartável, que se tornaria bastante popular entre a população, particularmente com as tropas durante a Segunda Guerra Mundial.
As primeiras histórias de Superman refletiam os costumes da sociedade da época. Superman enfrentava políticos corruptos, ladrões e criminosos "comuns" com muita violência. Seus poderes eram reduzidos, pois a origem vigente estabelecia que os habitantes do planeta Krypton haviam evoluído para a perfeição física, e essa seria a origem "científica" de suas habilidades, ampliadas pela gravidade menor da Terra, permitindo-lhe dar grandes saltos, mas não voar, e ter uma força muito maior que um homem comum. Ao criar o personagem, Siegel e Shuster o firmaram como "a representação das máximas aspirações humanas naquele momento", um ser mitologicamente comparável a Hércules e "uma síntese mais perfeita da noção de herói" e com forte apelo político, pois se dedicava a combater injustiças sociais. O próprio Superman era identificado repetidamente nas histórias como um "defensor dos oprimidos".
Apenas dois "super-vilões" surgiriam nas primeiras histórias, mas ainda assim inseridos numa temática mais urbana, similar às demais histórias da revista: o Ultra-Humanoide seria introduzido em sua forma humana numa trama envolvendo companhias de táxi publicada em Action Comics #13 e Lex Luthor surgiria durante War in Europe, uma trama em duas partes publicada nas edições 22 e 23.
Whitney Ellsworth se tornou o editor responsável pelas histórias, e no início da década de 1940 determinou que o personagem não faria mais uso de força excessiva que lhe era característica em suas histórias, para evitar possíveis problemas com a censura americana. A mudança aumentaria o apelo infantil da revista. Nesse período, o conceito de "super-vilões" se tornaria cada vez mais popular: "Luthor", uma versão preliminar do vilão Lex Luthor já havia surgido em Action Comics #23, publicada em 1940, e posteriormente surgiriam o Galhofeiro em 1942, em Action Comics #42 e o Homem dos Brinquedos em 1943, em Action Comics #64. Luthor surgiu como um um típico vilão "cientista louco", caracterizado como megalomaníaco, e, embora não possuísse super-poderes, era confundido com o Ultra-Humanoide. Luthor se tornaria um dos principais inimigos de Superman nas histórias publicadas na década de 1940. Galhofeiro e Homem dos Brinquedos eram criminosos caracterizados pelo humor em suas ações, e seriam incluídos em várias histórias do primeiros anos de Action Comics, ocasionalmente atuando juntos contra Superman.

### Revisionismo
Seguido a uma expressiva queda nas vendas durante a década de 1970 e a primeira metade da década de 1980, o editor Andrew Helfer recebeu da DC Comics a incumbência de escolher os escritores que trabalhariam nas revistas de Superman após a conclusão do evento Crise nas Infinitas Terras. Para as revistas de Superman, o crossover representaria o término de toda a continuidade estabelecida desde 1938. Essa reformulação, promovida a partir de 1986, realizou profundas modificações em toda a mitologia do personagem a partir de 1986. O vilão Lex Luthor, por exemplo, deixou de ser caracterizado como um "cientista louco" e passou a ser apresentados nas histórias como um empresário corrupto dono de diversas empresas na cidade de Metrópolis. A heroína Supergirl, por sua vez, foi completamente ignorada pela nova continuidade uma vez que a intenção era determinar que Superman era o único sobrevivente da destruição do planeta Krypton. No processo, uma nova origem e caracterização para Superman foi elaborada a partir da minissérie The Man of Steel e das histórias publicadas entre 1986 e 1988.
| |  |  |
| A versão modernizada do personagem "Homem dos Brinquedos" surgiu em 1987, na história Toys in the Attic, publicada em Superman #13, uma edição relacionada ao vento Millennium, que então se desenvolvia em várias revistas da editora. Posteriormente, em Superman #84, o vilão, aparentemente enlouquecido, assassinaria Adam Grant, o jovem filho da personagem Cat Grant. |  |  |

Dentre as histórias produzidas por Byrne entre 1986 e 1988 estava Toys in the Attic, publicada em 1987 na 13ª edição da revista Superman. Na trama, Winslow Schott é apresentado aos leitores em sua primeira aparição oficial na nova continuidade. Schott era um funcionário da "John Bull Toy Company", e era considerado um brilhante inventor de brinquedos, mas cujas ideias começaram a ser consideradas "antiquadas" pela empresa que o empregava após esta ser adquirida pela LexCorp. Demitido, ele entra num frenesi homicida e é responsável direto pela morte não apenas de seu antigo patrão, Walter Dunhill, mas de todos os acionistas da empresa, até que decide sair de seu país natal para ir até Metropólis assassinar a última pessoa na sua lista de vingança, o empresário Lex Luthor. Segundo o jornalista Michael Bailey, Schott "era um assassino que não incluía crianças dentre suas vítimas, mas não era um louco", o que tornou "chocante" a história publicada em 1993 na revista Superman, em que um enlouquecido Schott sequestrava e assassinava o jovem filho da jornalista Cat Grant.
| “ | Foi um ponto de virada. Alguns sugeririam que seria um reflexo dos tempos mais sombrios pelos quais os quadrinhos passavam, e isso até poderia ser verdade, mas Dan Jurgens era muito aberto ao fato de que em suas histórias pretendia dar a Superman algo mais para lidar do que brigas e homens de terno. (...) Foi algo muito dramático, e colocou nas revistas de Superman algo que ainda não havia sido abordado. No geral, ainda deu à personagem Cat Grant alguns momentos de sólido desenvolvimento | ” |

Nos anos seguintes, o personagem não teria muitas participações de destaque nas revistas, até que foi apresentado como um dos antagonistas de Superman no arco de história Up, Up and Away!, mas com um visual bem diferente do até então apresentado, aproximando-se da versão exibida na série Superman: The Animated Series. À época, nenhuma explicação para a mudança fora apresentada, e os segredos por trás desse modificado Homem dos Brinquedos seriam explicados em Action Comics #865.

## Contexto

### Histórico de produção
As histórias de Geoff Johns em Action Comics eram marcadas pela inserção de retcons, e dentre as alterações na continuidade prévia escritas por ele destacou-se a história apresenta em Action Comics #865, quando desconsiderou todas as versões até então estabelecidas do personagem Homem dos Brinquedos em favor da versão apresentada na história. Na trama, Winslow Schott é retratado como um homem mentalmente doente e internado no Asilo Arkham que escapa do manicômio para sequestrar Jimmy Olsen e forçar o fotojornalista a publicar uma matéria que esclarecesse que ele não havia sido o responsável pelo assassinato de Adam Grant, filho de Cat Grant, anos antes. Schott narra para Olsen a história de sua vida, e conta a sua versão dos fatos acerca do assassinato: quem teria matado o garoto teria sido um robô descontrolado que havia sido anteriormente construído por Schott e desativado pelo inventor após a tragédia. Dentre os robôs mostrados por Schott estão todas as versões anteriores do personagem, incluindo a apresentada em Up, Up and Away!, escrita pelo próprio Johns.
Em 2006, Johns, o responsável por Crise Infinita, foi anunciado como o escritor que assumiria o cargo de roteirista da revista Action Comics. Ao seu lado, inicialmente, estaria Kurt Busiek, que havia assinado um contrato de exclusividade com a editora no final de 2005, e fazer parte da nova equipe criativa responsável pelas histórias de Superman foi uma das razões que o fez aceitar a proposta. Up, Up and Away!, história publicada simultaneamente nas duas revistas protagonizadas por Superman, foi a primeira de uma série que a dupla produziria nos anos seguintes para, ao mesmo tempo que davam continuidade à história de Superman, incluir referências inéditas aos primeiros anos de sua vida.
Inicialmente Up, Up and Away! terminaria em junho de 2006 e seria sucedida por duas histórias diferentes: em Superman seria publicada uma história escrita por Busiek e desenhada por Carlos Pacheco e Jesus Merino, e em Action Comics seria publicada outra história, esta escrita por Johns em parceria com o cineasta Richard Donner e desenhada por Adam Kubert. Em julho daquele ano, entretanto, apenas a história de Busiek, A Queda de Camelot, seria publicada conforme o cronograma original. A partir de Action Comics #841 foi publicada a história Back in Action, elaborada por Busiek como uma continuação imediata à Up, Up and Away!.

### Retorno à "Era de Prata"

Action Comics Annual #10.

A partir de O Último Filho, Johns e o cineasta Richard Donner, co-autor, introduziriam novamente na mitologia do personagens diversos elementos da continuidade "pré-crise", em particular do período correspondente à "Era de Prata", que haviam sido abandonados após 1986. Um dos principais exemplos desse "retorno à Era de Prata" é a edição especial Action Comics Annual #10, que adotou um modelo bastante similar ao utilizado pela editora durante a década de 1960, todas relacionadas aos personagens envolvidos na saga O Último Filho, então publicada em Action Comics. Outro personagem que é reintroduzido na mitologia moderna de Superman durante a trama é o alienígena Mon-El. Em Action Comics Annual #10, Mon-El protagoniza a principal história e tem uma nova versão da sua origem publicada, apresentando-o na continuidade estabelecida após Crise Infinita como um amigo de infância de Clark Kent. A história, "Quem É o Irmão Mais Velho de Clark Kent?", tem arte de Eric Wright e Lee Loughridge.
Foram publicadas ainda outras quatro histórias escritas por Donner e Johns: "As Muitas Mortes do Superman", desenhada por Art Adams, restabelecendo as motivações do ódio de Lex Luthor por Superman; "Mistério Sob o Céu Azul", desenhada por Joe Kubert, apresentando a existência do "Mundo Bizarro"; "As Formas Mais Mortais da Kryptonita", desenhada por Gary Frank, apresentando as diferentes formas de kryptonita e reformulando o personagem Metallo; e "Os Criminosos de Krypton", desenhada por Rags Morales, apresentando a origem dos vilões da trama: Zod, Ursa e Non foram condenados ao exílio na Zona Fantasma por terem provocado uma insurreição contra o Conselho Científico de Krypton, que não dava ouvidos aos avisos de Jor-El sobre a destruição do planeta. Além das histórias, dois quadros especiais foram incluídos na publicação: um apresentando uma lista dos dez maiores inimigos de Superman, com arte de Tony Daniel, e outro detalhando a nova Fortaleza da Solidão.

## Planejamento e publicação

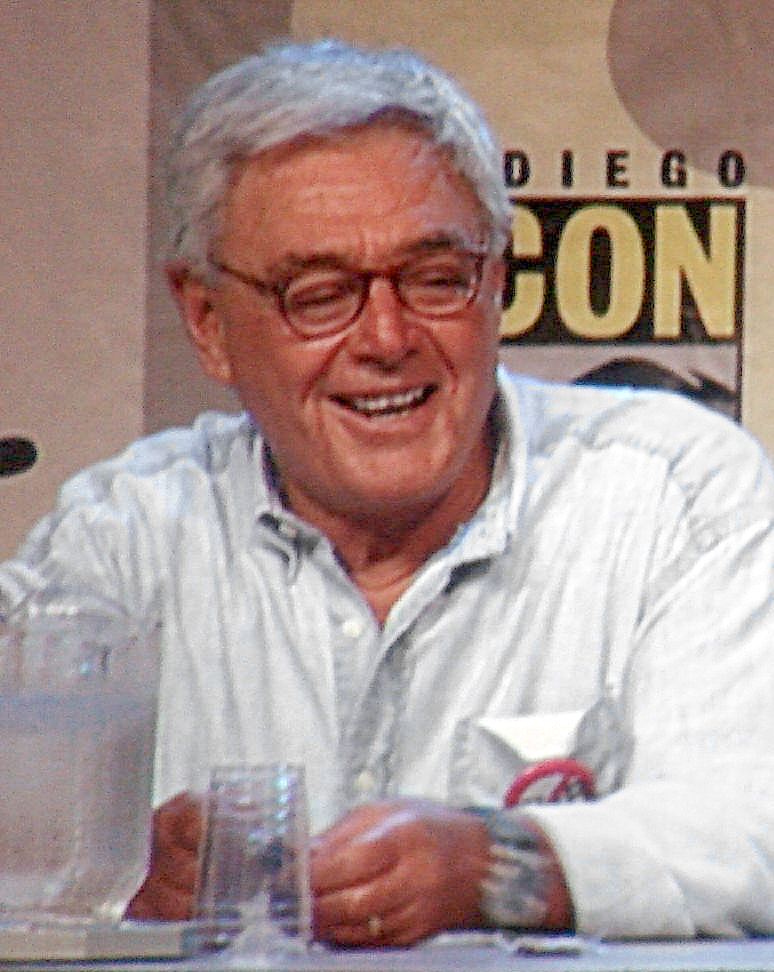
O cineasta Richard Donner.

Na lista dos "maiores inimigos" de Superman publicada em Action Comics Annual #10, o Homem dos Brinquedos fora incluído. Quase dois anos foram necessários para que as cinco edições que completavam a história de O Último Filho fossem publicadas. O desenhista Adam Kubert somente concluiria a arte da última história em março de 2008. O editor-chefe da DC Comics apontaria os atrasos no cronograma de publicação como uma quebra do compromisso com os leitores, e que não pretendia permitir que situações semelhantes acontecessem novamente. Em uma postagem no fórum de discussão do site "Newsarama", o próprio Johns esclareceria que os atrasos não se davam em razão de Donner, negando que a agenda do cineasta em Hollywood estaria atrasando os roteiros. Pedindo desculpas pelos atrasos, ele declararia que Kubert está demorando muito mais do que o esperado para concluir seu trabalho.
Em outra postagem no mesmo site, Johns esclareceria que apenas a conversão da arte da quarta parte da história para o formato 3-D teria levado seis semanas. À época, foi anunciado a publicação de um Action Comics Annual em 2008 e também que Kubert não seria o desenhista de "Escape from the Bizarro World", a história seguinte a ser produzida por Johns e Donner, mas sim o artista Eric Powell. A publicação dessa segunda trama começaria em Action Comics #854 e Johns afirmaria que ele e Donner já planejavam após dessa segunda trama a produção de outras três histórias: The Prison that Held Doomsday, The Auspicious Autobiography of the Toyman e The Madness of Mr. Mxyzptlk.
Pouco antes da publicação de Fuga do Mundo Bizarro, Johns declarou novamente que pretendia continuar a parceira com Donner nos roteiros da revista, e que a dupla ainda pretendia contar uma história com o personagem Mister Mxyzptlk após Superman and the Legion of Super-Heroes — planos que não se concretizariam, pois a agenda de Donner só o permitiu colaborar até a conclusão de Fuga do Mundo Bizarro e O Último Filho, e Johns escreveria Superman e a Legião de Super-Heróis e as história seguintes sozinho.
A história envolvendo a Legião de Super-Heróis seria publicada em seis partes, regularmente, até a edição 863 de Action Comics, e concluiria com um teaser para a minissérie Final Crisis: Legion of 3 Worlds. Johns detalharia, numa entrevista concedida ao site americano Comic Book Resources que após terminar a história da equipe em Action Comics, o escritor "queria continuar trabalhando com a equipe mais um pouco" e teria dito: "Eu estava imaginando onde eu poderia trabalhar com eles mais um pouco, e isso [a minissérie] foi surgido naturalmente do que eu queria fazer. Esse seria o próximo passo, e incluiria trazer Superboy-Prime [para a história]." Entre o épico a ser narrado na minissérie, e a igualmente épica trama que reservava para Brainiac em Action Comics, Johns decidiria fazer duas histórias mais intimistas. A primeira seria publicada em Action Comics #864 e a segunda, na edição seguinte.
A história de Action Comics #864 seria "um epílogo" ao arco anterior envolvendo a Legião, mas também, nas palavras de Johns, um momento para "reconhecer tudo que vem acontecendo com a Legião [em suas diferentes versões]para poder avançar amarrando todas as pontas soltas". Com a similar intenção de desenvolver o elenco de vilões de Superman, Johns queria dedicar uma edição integralmente ao Homem dos Brinquedos, pois se sentia fascinado com a ideia de um vilão sem nenhum superpoder, como o Homem dos Brinquedos, achar que poderia tentar enfrentar Superman. Sobre o vilão, declarou:
| “ | Existe dois tipos de pessoas no mundo - as pessoas que preferem Superman e as que preferem Batman. O Homem dos Brinquedos prefere Superman. É quem ele é. Ele gosta de cores brilhantes, de uma cidade iluminada. Ele gosta de Metropólis, e não de Gotham. Na cabeça dele, ele acredita que pertence àquele lugar, ainda que, no fundo, ele tenha uma mente muito danificada. Ele é repetidamente internado no Asilo Arkham, por mais que ele queira permanecer junto à luz. Eu vi que tinha uma história para contar com ele, e o que eu queria contar poderia ser algo que influenciaria as histórias futuras das revistas Action Comics e Superman. Eu queria contar uma história bacana com o personagem, reapresentá-lo, mas também revelar um pouco da sua história. | ” |

Embora a história se apresentasse de forma autocontida, Johns declararia que não era, de forma alguma, um fill-in, mas uma trama importante cuja conclusão representaria o retorno de um outro personagem para o elenco de apoio de Superman. Tanto com o Homem dos Brinquedos quanto com Brainiac, Johns queria levar em consideração tudo o que havia acontecido nas histórias anteriores, mas ao mesmo tempo reapresentar o personagem sob um novo ângulo.

## Enredo e continuidade
O enredo transcorre da seguinte forma:

### O sequestro de Jimmy Olsen
| “ | Existem muitos tipos de pessoas no mundo. Existem as boas e as más. Existem crianças e adultos. E existem as pessoas "Batman" e as pessoas "Superman". | ” |

A história começa em Gotham City, com Winslow Schott, o Homem dos Brinquedos fugindo do Asilo Arkham após assassinar alguns funcionários. O vilão se recusava a permanecer ali, "sob a sombra de Batman", e após escapar do manicômio, invade uma loja de brinquedos recheada de bonecos de Superman. Depois, em Metropólis, Schott usa uma série de bonecos modificados para sequestrar o fotojornalista Jimmy Olsen e levá-lo até um esconderijo, com o objetivo de lhe contar "a verdade" a respeito de sua história, para que Olsen pudesse produzir uma matéria para o Planeta Diário mostrando que o vilão nunca havia "machucado nenhuma criança".
Schott narra para Olsen como era um artesão dedicado a elaboração de brinquedos que eram bem populares entre crianças. Criar brinquedos era um negócio de família - seu pai e seu avó haviam tido a mesma ocupação - e o ofício era algo que muito lhe agradava, pois sua esposa, Mary, era incapaz de ter filhos, então produzir brinquedos lhe permitia se aproximar de várias crianças. Um empresário de nome Walter Dunhill se aproxima de Schott, e lhe oferece uma grande quantia de dinheiro para se tornar um investidor, e tornar a empresa um negócio global. Inicialmente, Mary se recusa a ceder os direitos sobre a empresa, mas após sua esposa falecer ao ser atropelada, Schott aceita a oferta de Dunhill, e logo descobre que havia sido enganado: Dunhill não tinha nenhuma intenção de expandir a empresa de Schott, mas sim adquirir o negócio para fechá-lo e forçar o artesão a se aposentar. Indignado, Schott envia um urso de pelúcia modificado para o empresário inescrupuloso - e dentro do brinquedo, uma bomba que explode matando-o. Schott buscava se vingar de todos os empresários que o haviam engando, quando foi capturado por Superman.

O vilão "Homem dos Brinquedos" nega a autoria de alguns crimes, e apresenta uma série de robôs defeituosos como os responsáveis por essas ações.

Após admitir esses crimes, Schott nega para Olsen ter sido o responsável pelo assassinato de Adam Grant, o filho da jornalista Cat Grant, alegando que "nunca machucaria uma criança". Então, ele abre um compartimento de seu esconderijo, e revela a Olsen a verdade: o responsável pela morte do garoto havia sido um dos vários robôs de aparência humanoide que Schott havia produzido ao longo dos anos, cuja programação defeituosa o fez adotar um comportamento errático. Cada um dos robôs possui uma aparência distinta, e assemelham-se a todos os indivíduos que adotaram a alcunha de "Homem dos Brinquedos" frente ao público: Jack Nimball, Hiro Okamura, e o próprio Winslow Schott no início de sua carreira e durante o período em que teria assassinado Adam Grant. O "verdadeiro" Schott se arma de um bastão de baseball e descarrega suas frustrações sob o "falso" Schott que teria assassinado uma criança. Enquanto Schott destrói o robô, Olsen consegue escapar do local onde estava amarrado, e recupera seu relógio, e aciona o equipamento sinalizador, que emite um chamado de emergência para Superman.
Poucos momentos após Olsen ter emitido o sinal de emergência, Batman invade o local, para o desespero de Schott, que grita para seus robôs atacarem o herói. Batman consegue destruir os robôs de Schott, e quando ele se aproxima da saída com Olsen resgatado, Superman surge no local, e com sua visão de calor, desintegra as últimas armas do vilão, os bonecos modificados. Schott vê o herói, e lhe pede para não voltar ao Asilo Arkham, mas sim ser preso na Ilha Stryker, a prisão para meta-humanos nas proximidades de Metropólis. Superman ignora os pedidos do vilão, e leva Olsen de volta ao Planeta Diário. Um quadro revela que a esposa de Schott, Mary, era na verdade um robô e, posteriormente, quando a matéria de Olsen sobre o vilão é publicada, Cat Grant é mostrada em Los Angeles, lendo o texto e falando ao telefone com Perry White, aceitando seu convite para voltar a trabalhar em Metropólis.

### Principais personagens
Participam da história:
- Winslow Schott, o "Homem dos Brinquedos", um vilão que estava internado no Asilo Arkham até o início da história;
- Jimmy Olsen, fotojornalista pertencente ao corpo de funcionários do Planeta Diário. Ele é sequestrado pelo vilão, e ouve sua história. Num dado momento da história, Schott diz confiar no fotógrafo por este ter apenas dezesseis anos e ser uma "criança", ao que Olsen lhe responde indignado que tem 22 anos;
- Batman e Superman fazem pequenas aparições na história, assim como o vilão Prankster.

### O retorno de Cat Grant
A trama da história seguinte, Brainiac, começaria em Action Comics #866. Numa sequência de flashback, é retratado como Brainiac "sequestrou" a cidade de Kandor anos antes. No presente, uma reunião ocorre no Planeta Diário. Perry White reúne sua equipe principal, formada por Lois Lane, Clark Kent, Jimmy Olsen e Ron Troupe, bem como os novos membros do staff, Cat Grant e Steve Lombard. Quando Clark escuta, graças à sua super-audição um ruído cuja origem desconhece, decide partir para investigá-lo como Superman. Os eventos de O Terrível Homem dos Brinquedos se passam cronologicamente duas semanas antes, e mostram as circunstâncias que levaram Grant a retornar para Metrópolis, servindo como prelúdio para a trama seguinte.

## Repercussão

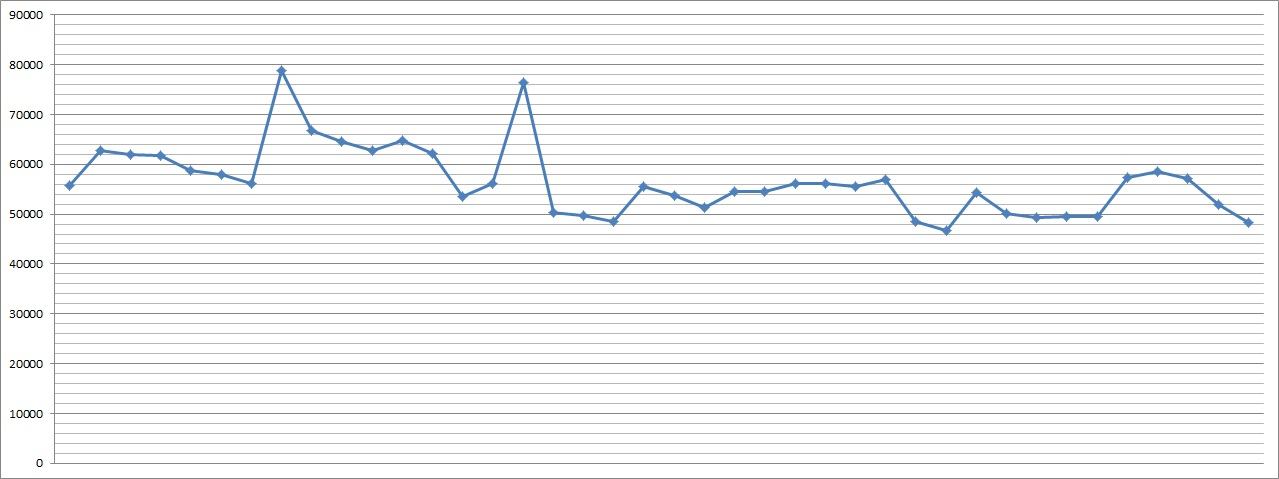
Vendas da revistas Action Comics durante o período em que Geoff Johns esteve envolvido, entre 2006 e 2009. Action Comics #865 foi uma das edições de menor vendagem.

Segundo estimativas da Diamond Comic Distributors, empresa responsável pela distribuição de revistas em quadrinhos nos Estados Unidos, Action Comics #865 vendeu cerca de 46 mil exemplares, inclusive superando a edição da revista Superman lançada naquele mês em quantidade de exemplares vendidos. Apesar disso, representava uma significativa redução em relação aos resultados obtidos por Johns tanto no início de seu trabalho na revista, em 2006 - quando as edições 844 a 846 venderam entre 64 a 79 mil exemplares quando do seu lançamento - quanto do trabalho que Johns produziria na história seguinte, Brainiac. A publicação de Brainiac a partir de junho de 2008 teria um impacto positivo na revista: a edição 866 vendeu 50 139 exemplares em seu mês de lançamento, cerca de 4 mil a mais que no mês anterior. A revista manteria uma média de 49 mil exemplares nos meses seguintes e a edição 866, após ter sua tiragem esgotada, venderia mais de 3 mil exemplares adicionais quando uma segunda tiragem foi publicada. A conclusão da história em Action Comics #870 foi ainda mais bem-sucedida, vendendo 57 400 exemplares em outubro de 2010. New Krypton Special, um epílogo publicado no mesmo mês, venderia, por sua vez, cerca de 53 mil exemplares.
Além dos resultados medianos em vendas, a análise da crítica seria, apesar de positiva, igualmente mediana: em texto publicado no site americano "Comics Bulletin", os jornalistas Joey Davidson e Erik Norris avaliariam a história com pouco entusiasmo. Davidson atribuiria à edição uma avaliação 3,5/5 e embora avaliasse a arte de Jesus Merino como "bem executado", comentaria a respeito do roteiro: "Johns é sempre fantástico, e eu até poderia apostar que ele retornará ao nível de grandeza que vinha demonstrado nas próximas edições, mas esse one-shot parece mais um filler.  A página final da história até inclui um aviso de que na próxima edição ocorrerá o retorno de Brainiac!". Norris criticaria inclusive a necessidade de se fazer uma história dedicada a um vilão tão pouco importante frente a iminência da trama envolvendo Brainiac, pois por mais positivo que fosse a realização de uma reformulação de um vilão "datado", a conclusão da história não aparentava deixar nenhum espaço para ramificações futuras, levando a descrença de que teria alguma importância no futuro. Tanto Davidson quanto Norris se mostrariam bastante favoráveis a reflexão proposta por Johns de que os vilões de Superman eram "diferentes" dos vilões de Batman. Resenha do site americano "IGN" se mostraria igualmente positiva, mas também vendo a história de forma mediana: para Dan Phillips, Johns era um especialista em retcons e conseguia realizar alterações nas histórias pregressas dos personagens de forma que parecessem "naturais". Phillips abordaria a questão levantada por Johns de que os vilões de Batman e Superma seriam diferentes e analisaria frente a trama, dizendo que a conclusão seria de que o Homem dos Brinquedos seriam um maníaco enlouqecido digno de figurar na galeria de vilões de Batman, mas que ao mesmo tempo o personagem se mostrava convencido de que merecia figurar entre os vilões "menos extremistas" de Superman.